# Bleicherode
Bleicherode ist eine Kleinstadt im Landkreis Nordhausen und mit knapp 10.000 Einwohnern die zweitgrößte Landgemeinde im Freistaat Thüringen.
Bleicherode ist erfüllende Gemeinde für die Gemeinden Großlohra, Kehmstedt, Kleinfurra, Lipprechterode und Niedergebra.

## Geographie

### Geographische Lage
Der Ort liegt zwischen Harz und Hainleite und ist in die Bleicheröder Berge, einem Teil des Ohmgebirges eingebettet. Im Norden liegt in geringer Entfernung der Harz, im Osten die Goldene Aue. Durch die Kleinstadt fließt die Bleiche, ein Zufluss der Bode.

### Stadtgliederung
Neben der Kernstadt Bleicherode gehören die Ortsteile Elende, Etzelsrode, Friedrichsthal, Hainrode, Kleinbodungen, Kraja, Mörbach, Nohra, Obergebra, Wernrode, Wipperdorf, Wollersleben und Wolkramshausen zum Stadtgebiet.

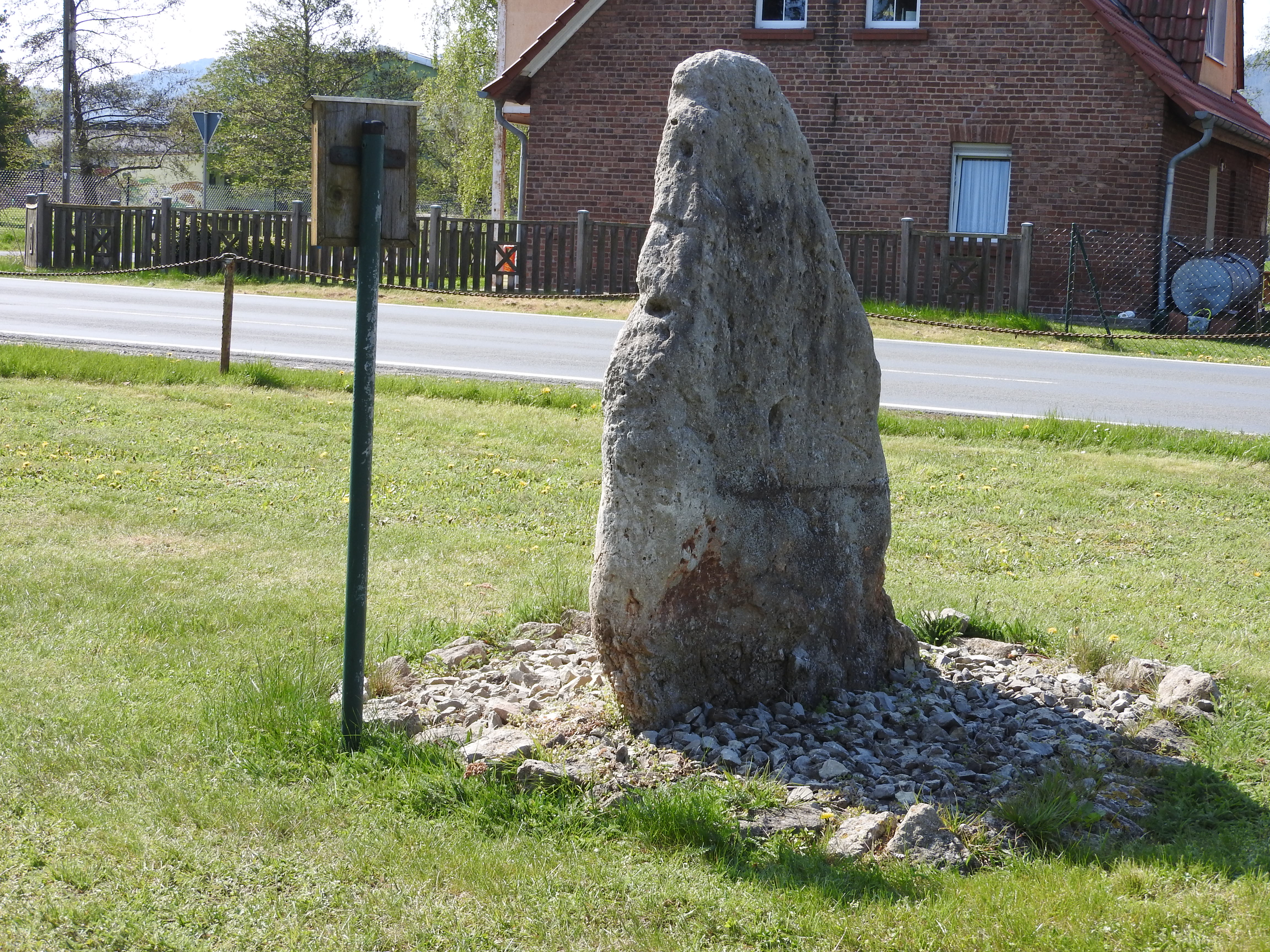
Menhir von Nohra, der Hünstein

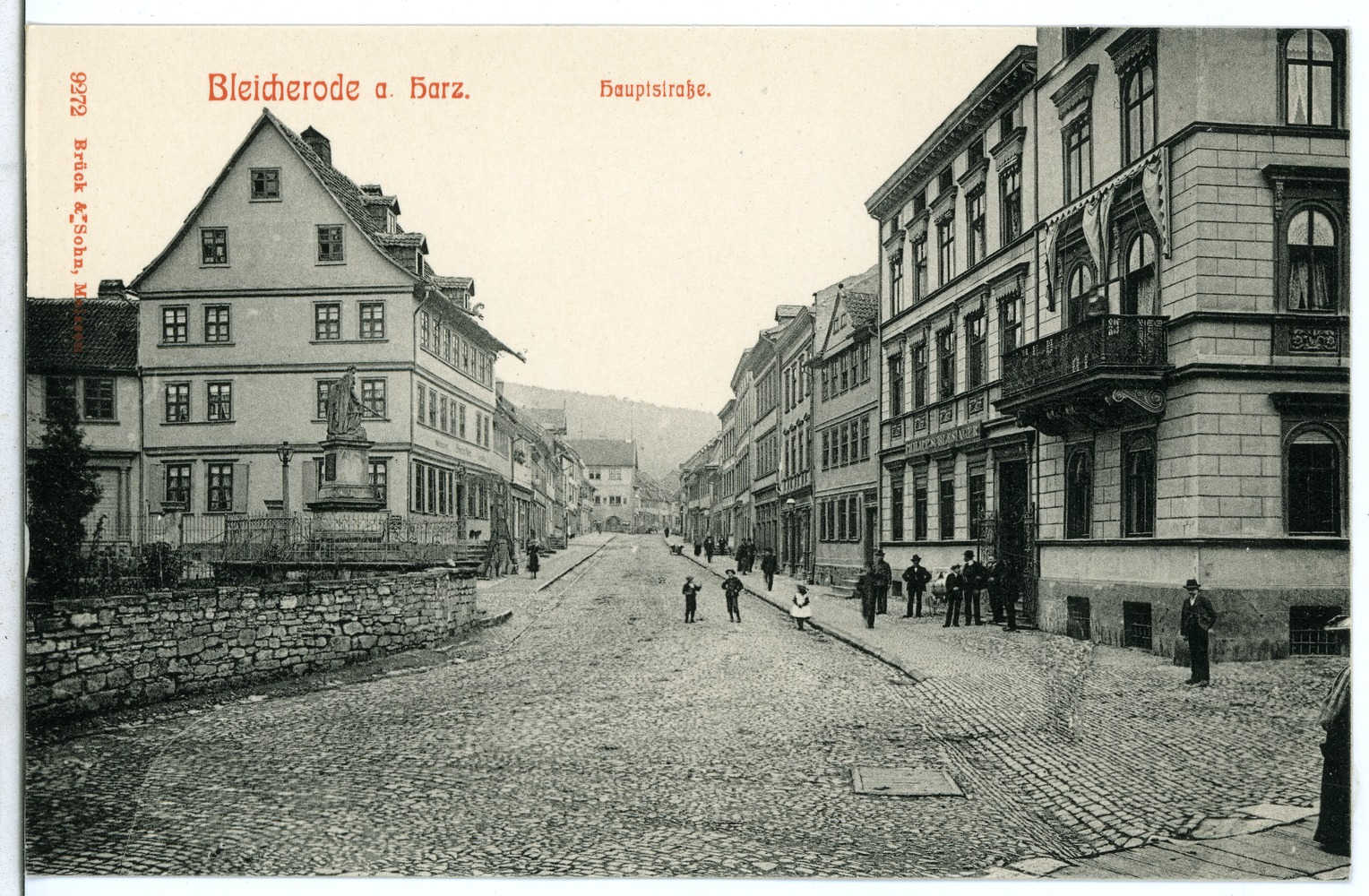
Die Hauptstraße um 1907, ehemals Hauptgeschäftsader der Altstadt (Ansicht von Osten)

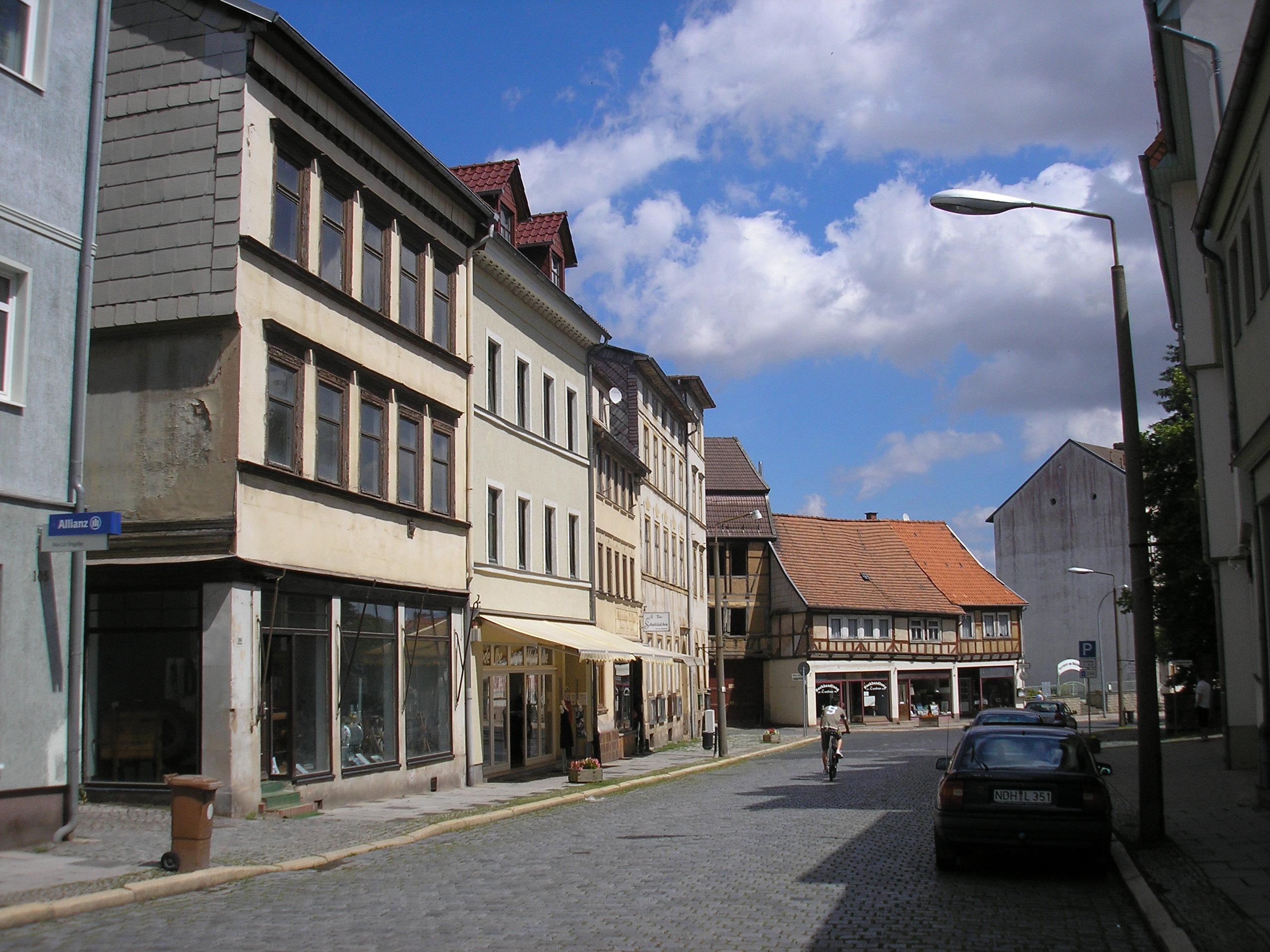
Die Hauptstraße 2010, Leerstand der meisten Geschäfte (Ansicht von Westen)

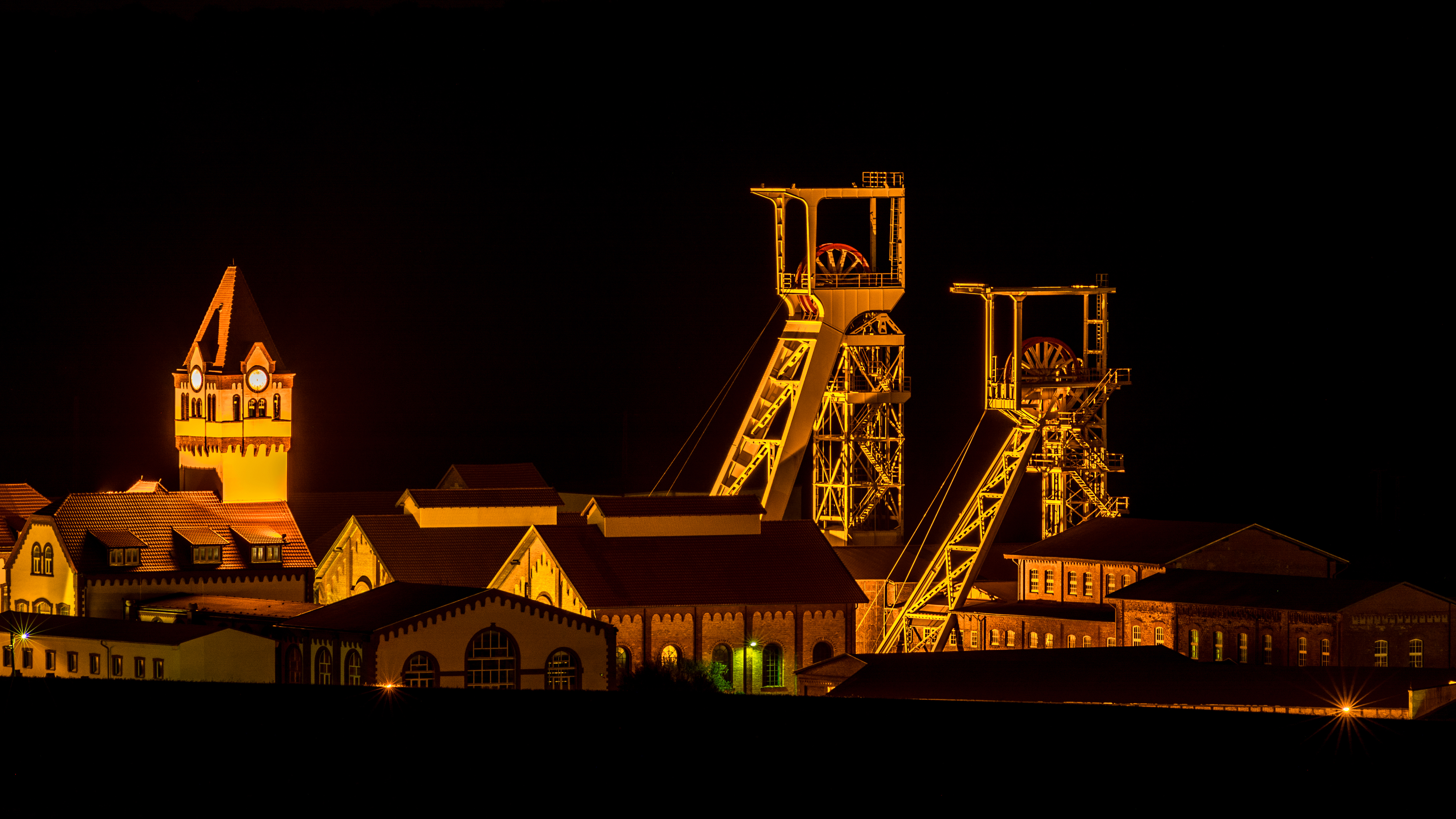
Die Gebäude des Kalischachts in Bleicherode Ost

## Geschichte

### Frühe Besiedlung und Mittelalter
Bereits in vor- und frühgeschichtlicher Zeit war die Umgebung von Bleicherode besiedelt, wovon noch heute Reste von Wallanlagen auf den umgebenden Bergen und der Menhir Nora zeugen. So trägt der Lorenzenberg eine umfangreiche Wallanlage. Funde stammen aus dem frühen bis hohen Mittelalter und der frühen Neuzeit. In diese frühgeschichtliche Anlage wurde im Mittelalter eine kleine Burg gebaut, weil von diesem Standort der Talkessel zwischen Windleite, Bleicheröder Bergen, Hainleite und Dün kontrollierbar war. Der Löwenberg ist der nordöstliche Sporn der Bleicheröder Berge, auf dem die Löwenburg stand. Von dort aus besteht eine weite Sicht in Richtung Oberharz, so dass eine gute Kontrolle des Geländes möglich war. Auf dem Berg fand man urgeschichtliche und mittelalterliche Scherben. Wälle, die auf der West- und Südseite das Gelände sicherten, sind noch erhalten. Der Vogelberg ist der am weitesten nach Osten vorgelagerter Berg der Bleicheröder Berge. Von der Höhe ist das Wippertal gut zu überblicken. Der Bergsporn wurde mit einem bogenförmigen Wall und Graben nach Westen gesichert. Der Abschnittswall der frühgeschichtlichen Anlage ist gut erhalten.
1303 erwarb Heinrich der IV. von Hohnstein den Ort von den Grafen von Beichlingen und verlieh ihm 1322 begrenzte Marktrechte. Bereits vier Jahre später wurde die Siedlung erstmals als Stadt erwähnt (Recht zur Führung eines eigenen Siegels und Wappens).

### Vom Dreißigjährigen Krieg bis zur preußischen Zeit
Im Dreißigjährigen Krieg wurde Bleicherode durch Truppen des Grafen von Pappenheim geplündert und in Brand gesteckt (3. Oktober 1632). In der Not behalfen sich die Bleicheröder mit der Zucht von Weinbergschnecken, die nach Leipzig gebracht und von dort exportiert wurden. Dieser Umstand brachte den Einwohnern den Ortsnecknamen Schneckenhengste ein, da angeblich ein besonders gieriger Kaufmann ein zweites Mal nach Leipzig wollte, aber unterwegs die Schnecken aus dem Winterschlaf aufgewacht waren und so die ganze Wagenladung Schnecken verloren ging. 1648 wurde Bleicherode brandenburgisch und 1699 direkt dem brandenburgischen Kurfürsten unterstellt. Preußenkönig Friedrich II. (der „Alte Fritz“) besuchte 1754 die Stadt. Von 1816 bis 1952 gehörte Bleicherode zum Kreis Grafschaft Hohenstein.

### 19. Jahrhundert und August Petermann

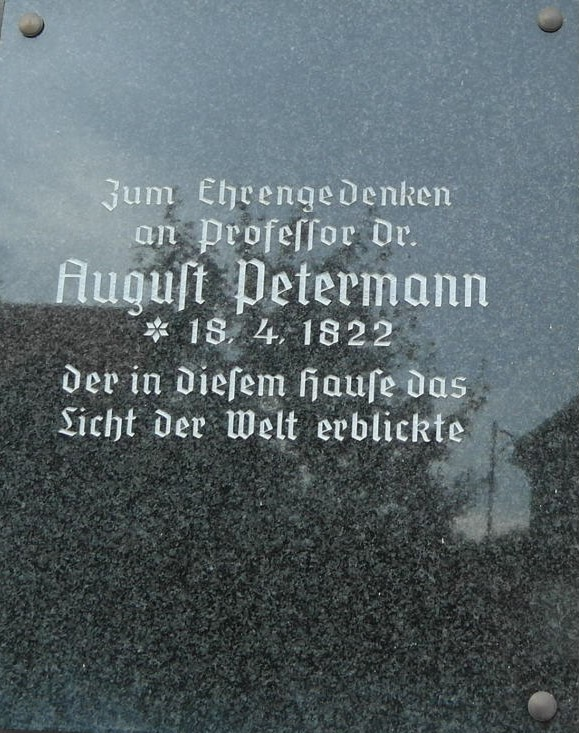
Gedenktafel für August Petermann am Geburtshaus, Neue Straße 3

Am 18. April 1822 wurde in Bleicherode August Petermann geboren. Sein Geburtshaus mit einer Gedenktafel steht in der Neuen Straße 3 und befindet sich gegenüber dem Rathaus. Er war einer der bedeutendsten Geographen und Kartografen seiner Zeit.
Für die Rechtsprechung in Bleicherode bestand von 1849 bis 1879 die Gerichtskommission Bleicherode des Kreisgerichts Nordhausen. 1879 wurde stattdessen das Amtsgericht Bleicherode geschaffen. Das Amtsgericht Bleicherode wurde 1932 aufgehoben.

### Wirtschaftlicher Wandel durch die Kaliindustrie
Nachdem 1888 im Raum Bleicherode Kalilager nachgewiesen worden waren, begann man 1899 mit der Förderung von Kalisalzen. Die Kaliindustrie prägte die Stadt bis 1990, als infolge des politischen und wirtschaftlichen Umschwungs die Kaliförderung größtenteils eingestellt wurde. Auf einem kleinen Rest wird noch Versatzbergbau betrieben; die ehemalige Rückstandshalde wird in Zusammenarbeit mit der Universität Göttingen mittelfristig begrünt. Dazu wird in terrassenförmigen Stufen Bau- und Erdaushub aufgetragen. Von 1911 bis zum Zweiten Weltkrieg war die Stadt ein staatlich anerkannter Luftkurort.

### Jüdische Gemeinde und Verfolgung im Dritten Reich
1933 lebten 107 jüdische Personen in Bleicherode. 1937 wurden 77 jüdische Einwohner (in 29 Familien) gezählt. Am 9. November 1938 wurde die Synagoge in Brand gesteckt und brannte aus. An der Stelle der abgerissenen Synagoge erinnert seit 1986 ein Gedenkstein an sie. 1939 lebten nur noch 21 jüdische Einwohner im Ort (86 konnten emigrieren). Im September 1942 wurden sieben jüdische Personen ins Ghetto Theresienstadt deportiert. Ein Ehepaar als die letzten beiden Personen jüdischen Glaubens wurde 1944 ins KZ Auschwitz deportiert.
Ein jüdischer Friedhof am Vogelberg befindet sich außerhalb des Stadtgebietes und ist nicht öffentlich zugänglich.

### Zweiter Weltkrieg und Raketenforschung
Im Jahre 1944 wurde auf Befehl des zuständigen SS-Gruppenführers Hans Kammler die Raketenforschung und -produktion der V2-Rakete von Peenemünde in den Kohnstein bei Nordhausen, nahe Bleicherode, verlegt. Bis 1945 wurden 5000 Raketen des Typs V 2 hergestellt, und zwar mit Hilfe vieler Zwangsarbeiter, die in einem eigens dafür eingerichteten KZ Dora-Mittelbau in Nordhausen unter unmenschlichen Bedingungen arbeiten mussten. Andere Kriegsgefangene aus dem Vereinigten Königreich und Frankreich sowie 350 Frauen und Männer vorwiegend aus der Sowjetunion mussten in Bleicheröder Unternehmen Zwangsarbeit leisten: in den Technischen Werkstätten Lange & Weinhold, im Kaliwerk, in der Schachtanlage von Velsen in der Baumwollweberei Werner Vogel KG, in der Weberei Gelpke & Klein und bei den Firmen Kulemann und Tölle. Im heutigen Kulturhaus war ein Außenkommando von Dora-Mittelbau mit italienischen Militärinternierten untergebracht, das beim Hoch- und Tiefbauunternehmen Ohl & Vattrodt eingesetzt war.
Im Februar 1945 wurde ein Betrieb der Deutschen Telephonwerke und Kabelindustrie AG (DeTeWe) nach Bleicherode verlegt, der mit seinem fachlichen Profil die Raketensteuerungen ergänzte. Während des Krieges wurde nämlich im Jahre 1943 eine kriegswichtige Abteilung der DeTeWe von Berlin nach Sagan in Niederschlesien verlagert und dort von Heinrich Wilhelmi zu einem Betrieb für analoge elektronische Steuer- und Regelgeräte der Luftfahrt mit 500 Beschäftigen ausgebaut und geleitet.

### Nachkriegszeit, Raketenbau und Raketenentwicklung
Zum Ende des Zweiten Weltkriegs wurde die wegen zweier Reservelazarette „freie Stadt“ Bleicherode kampflos von US-amerikanischen Streitkräften besetzt. Während dieser Besatzungszeit von zwei Monaten nahmen sie zahlreiche Unterlagen sowie Fachleute für Raketentechnik mit, die über Zwischenstationen nach Huntsville in Alabama (USA) gebracht wurden.
Anfang Juli 1945 wurde die US-Armee dann gemäß Potsdamer Abkommen von der Roten Armee abgelöst. Im Juli 1945 wurde das Institut Rabe (Raketenbau und Raketenentwicklung) unter Leitung des ehemaligen Peenemünder Ingenieurs Gunther Rosenplänter und im September 1945 das Institut Gröttrup unter der Leitung von Diplomingenieur Helmut Gröttrup, dem Steuerungsexperten der V2-Rakete, gegründet. Im Oktober 1945 kam der studierte Flugzeugbauer und spätere „Vater“ der sowjetischen Raketentechnik Sergei Pawlowitsch Koroljow als fachlich verantwortlicher Offizier nach Bleicherode, wo im Februar 1946 alle Aktivitäten im Institut Nordhausen zusammengefasst wurden. Die Raketenproduktion wurde aus den Materialbeständen und mit Maschinen der Mittelwerk GmbH wieder aufgenommen und die V2-Raketen als Versuchsmuster in die Sowjetunion geschafft. Heinrich Wilhelmi und seine früheren Mitarbeiter der DeTeWe wurden in diese Produktion mit einbezogen.
160 deutsche Spezialisten, u. a. Helmut Gröttrup, der Aerodynamiker Werner Albring, Heinrich Wilhelmi und der Kreiselexperte Kurt Magnus, wurden im Rahmen der Aktion Ossawakim am 22. Oktober 1946 zwangsweise in die Sowjetunion gebracht, zusammen mit den rekonstruierten Plänen der deutschen V2-Konstruktionen, fertig zusammengebauten A4, vielen Raketenkomponenten und demontierten Fabrikanlagen. Das deutsche Kollektiv wurde unter der Leitung Koroljows auf der Insel Gorodomlja (heute Siedlung Solnetschny) im Seligersee (russisch озеро Селиге́р/osero Seliger) (Oblast Kalinin) zur weiteren Entwicklung der Raketentechnik festgehalten. Anders als die Amerikaner, die deutsche Wissenschaftler mit ihrer Operation Overcast in die USA brachten und bereits ab 1946 mit der Operation Paperclip (Büroklammer), auch Operation Overcast, für die Einbürgerung und den Verbleib dieser Wissenschaftler in den USA sorgten, schöpfte die Sowjetunion deren Wissen ab und nutzte es bei den entscheidenden Schritten für die Sowjetische Raumfahrt. Erst zwischen 1951 und 1956 durften die deutschen Spezialisten in ihre Heimat zurückkehren.

### Besatzungszeit und DDR-Ära
Bis zur Wiedervereinigung Deutschlands war die Stadt Teil der Sowjetischen Besatzungszone und ab 1949 der DDR. Bis zur Auflösung der Länder 1952 gehörte die Stadt zu Thüringen, danach bis 1990 zum Bezirk Erfurt.

### Moderne Entwicklung und Wahrzeichen
1997 wurde der Ort in die Deutsche Fachwerkstraße aufgenommen. Im Jahre 2005 beging Bleicherode sein 875-jähriges Stadtjubiläum. Höhepunkt war ein Festumzug der Vereine aus Bleicherode.
Im Jahre 2011 wurde als Wahrzeichen der Stadt ihr Bleicheröder „Schneckenhengst-Ritter“ eingeweiht, historisches Symbol für Mut, Kraft und Unabhängigkeit. Diese 3,20 m hohe Figur aus Eichenholz wurde vom Bildhauer Kai Hartmann dem Stadt-Wappen nachgebildet und an der Rathausmauer (Ecke Hauptstraße) aufgestellt.

### Eingemeindungen
Am 22. Januar 1994 wurde Elende eingemeindet, am 1. Dezember 2007 Obergebra. Für Obergebra war Bleicherode bereits zuvor die erfüllende Gemeinde. Zum 1. Januar 2019 fusionierten die Stadt Bleicherode sowie die Gemeinden Etzelsrode, Friedrichsthal, Hainrode, Kleinbodungen, Kraja, Nohra, Wipperdorf und Wolkramshausen zur neuen Stadt und Landgemeinde Bleicherode. Für Etzelsrode, Friedrichsthal, Kleinbodungen und Kraja war Bleicherode zuvor die erfüllende Gemeinde. Die übrigen Gemeinden kamen aus der gleichzeitig aufgelösten Verwaltungsgemeinschaft Hainleite.

### Einwohnerentwicklung
Entwicklung der Einwohnerzahl:
| - 1994 – 7364 - 1995 – 7314 - 1996 – 7277 - 1997 – 7163 - 1998 – 7067 - 1999 – 6977 | - 2000 – 6900 - 2001 – 6789 - 2002 – 6707 - 2003 – 6581 - 2004 – 6428 - 2005 – 6283 | - 2006 – 6200 - 2007 – 6943 - 2008 – 6824 - 2009 – 6740 - 2010 – 6678 - 2011 – 6477 | - 2012 – 6437 - 2013 – 6315 - 2014 – 6252 - 2015 – 6173 - 2016 – 6157 - 2017 – 6134 | - 2018 – 6087 - 2019 – 10.327* - 2020 – 10.244 - 2021 – 10.129 - 2022 – 10.163 - 2023 – 10.151 |

Datenquelle: ab 1994 Thüringer Landesamt für Statistik – Werte vom 31. Dezember
*ab 2019 neu fusionierte Stadt Bleicherode

## Politik

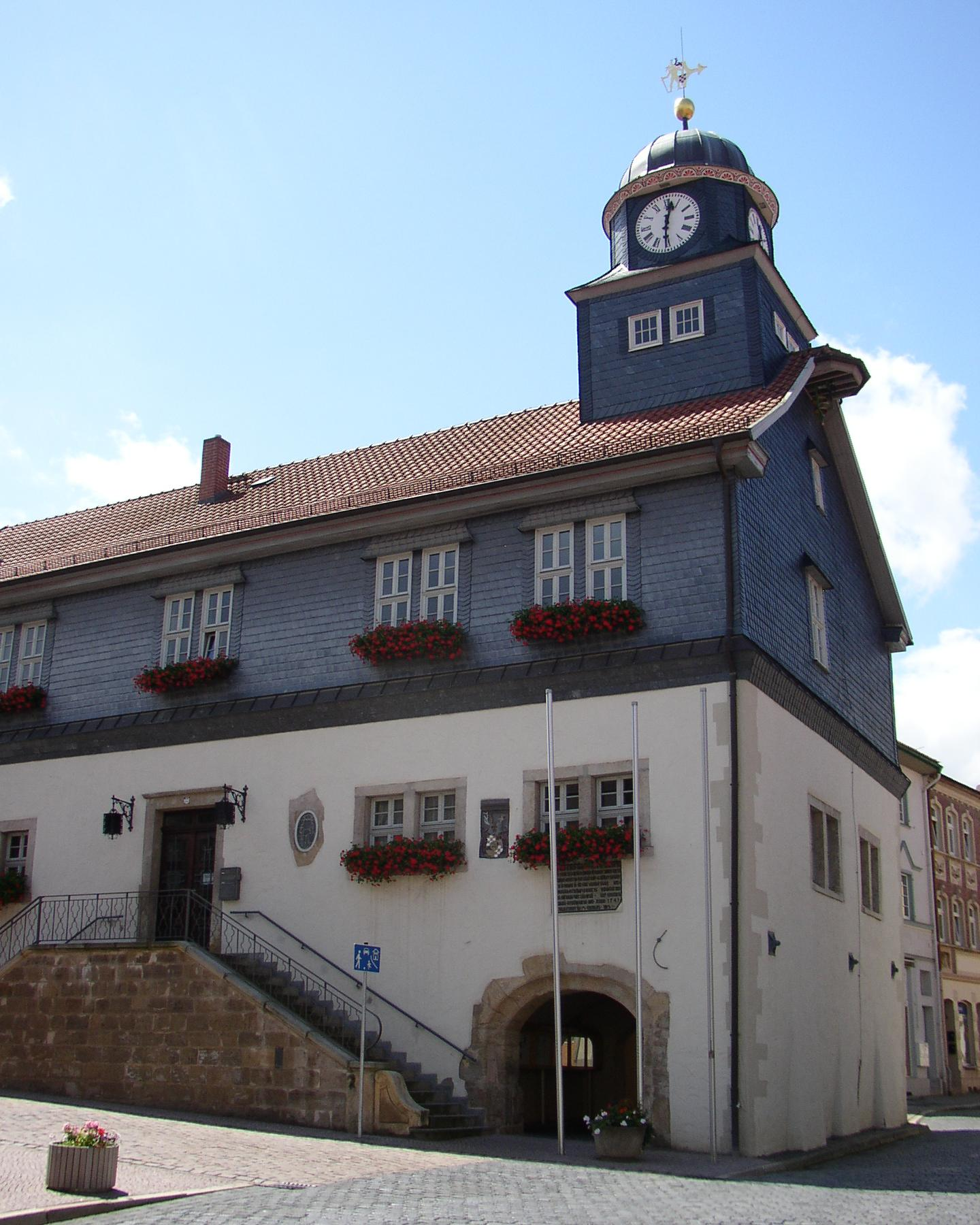
Rathaus

### Stadtrat
Für die Wahl am 26. Mai 2024 wurde die Anzahl der Mitglieder im Landgemeinderat von Bleicherode von 34 auf 24 Personen verringert. Der Landgemeinderat setzt sich seit der Wahl 2024 wie folgt zusammen:
| Partei / Liste | Sitze  | Sitzverteilung 2024 Landgemeinderat BleicherodeInsgesamt 25 Sitze - Linke: 1 - BSW: 4 - BfK: 1 - FFW-FW: 2 - FDP: 1 - WG-H/W: 3 - BZ: 2 - CDU: 6 - AfD: 5 |
| CDU            | 6 (−4) | Sitzverteilung 2024 Landgemeinderat BleicherodeInsgesamt 25 Sitze - Linke: 1 - BSW: 4 - BfK: 1 - FFW-FW: 2 - FDP: 1 - WG-H/W: 3 - BZ: 2 - CDU: 6 - AfD: 5 |
| AfD            | 5 (+1) | Sitzverteilung 2024 Landgemeinderat BleicherodeInsgesamt 25 Sitze - Linke: 1 - BSW: 4 - BfK: 1 - FFW-FW: 2 - FDP: 1 - WG-H/W: 3 - BZ: 2 - CDU: 6 - AfD: 5 |
| BSW            | 4 (+4) | Sitzverteilung 2024 Landgemeinderat BleicherodeInsgesamt 25 Sitze - Linke: 1 - BSW: 4 - BfK: 1 - FFW-FW: 2 - FDP: 1 - WG-H/W: 3 - BZ: 2 - CDU: 6 - AfD: 5 |
| WG-H/W 1       | 3 (−1) | Sitzverteilung 2024 Landgemeinderat BleicherodeInsgesamt 25 Sitze - Linke: 1 - BSW: 4 - BfK: 1 - FFW-FW: 2 - FDP: 1 - WG-H/W: 3 - BZ: 2 - CDU: 6 - AfD: 5 |
| BZ 2           | 2 (+2) | Sitzverteilung 2024 Landgemeinderat BleicherodeInsgesamt 25 Sitze - Linke: 1 - BSW: 4 - BfK: 1 - FFW-FW: 2 - FDP: 1 - WG-H/W: 3 - BZ: 2 - CDU: 6 - AfD: 5 |
| FDP            | 1 (−2) | Sitzverteilung 2024 Landgemeinderat BleicherodeInsgesamt 25 Sitze - Linke: 1 - BSW: 4 - BfK: 1 - FFW-FW: 2 - FDP: 1 - WG-H/W: 3 - BZ: 2 - CDU: 6 - AfD: 5 |
| FFW-FW 3       | 1 (−1) | Sitzverteilung 2024 Landgemeinderat BleicherodeInsgesamt 25 Sitze - Linke: 1 - BSW: 4 - BfK: 1 - FFW-FW: 2 - FDP: 1 - WG-H/W: 3 - BZ: 2 - CDU: 6 - AfD: 5 |
| LINKE          | 1 (−4) | Sitzverteilung 2024 Landgemeinderat BleicherodeInsgesamt 25 Sitze - Linke: 1 - BSW: 4 - BfK: 1 - FFW-FW: 2 - FDP: 1 - WG-H/W: 3 - BZ: 2 - CDU: 6 - AfD: 5 |
| BfK 4          | 1 (+1) | Sitzverteilung 2024 Landgemeinderat BleicherodeInsgesamt 25 Sitze - Linke: 1 - BSW: 4 - BfK: 1 - FFW-FW: 2 - FDP: 1 - WG-H/W: 3 - BZ: 2 - CDU: 6 - AfD: 5 |
| SPD            | 0 (−4) | Sitzverteilung 2024 Landgemeinderat BleicherodeInsgesamt 25 Sitze - Linke: 1 - BSW: 4 - BfK: 1 - FFW-FW: 2 - FDP: 1 - WG-H/W: 3 - BZ: 2 - CDU: 6 - AfD: 5 |
| RW Kraja 5     | 0 (−1) | Sitzverteilung 2024 Landgemeinderat BleicherodeInsgesamt 25 Sitze - Linke: 1 - BSW: 4 - BfK: 1 - FFW-FW: 2 - FDP: 1 - WG-H/W: 3 - BZ: 2 - CDU: 6 - AfD: 5 |

### Bürgermeister
Der hauptamtliche Bürgermeister Frank Rostek (CDU) wurde bei den Kommunalwahlen in Thüringen 2019 wiedergewählt. Zu seiner Nachfolgerin wurde am 11. Mai 2025 Franka Hitzing (FDP) gewählt, sie setzte sich mit 66,5 % der abgegebenen gültigen Stimmen gegen einen Mitbewerber durch. Am 5. Juni 2025 wurde Hitzing vereidigt und übernahm das Amt.

### Partnerstädte
- Vieux-Condé im französischen Département Nord; Partnerschaftsbeziehungen seit 1961
- Niederzier im nordrhein-westfälischen Kreis Düren; seit 1989[15]
- Orneta in der polnischen Woiwodschaft Ermland-Masuren; seit September 2001[16]
- Streltscha im bulgarischen Oblast Pasardschik
- Kretinga in der litauischen Rajongemeinde Kretinga
- Aurora (Oregon) im US-amerikanischen Marion County; partnerschaftliche Beziehungen seit 2023[17]

### Wappen

Bannerflagge der Stadt Bleicherode

| Stadtwappen von Bleicherode | Blasonierung: „In Gold ein silber geharnischter Ritter mit einem geschlossenen gotischen Helm auf einem Stück grünen Boden stehend, mit dem Hohnsteiner Schachschild in der linken Hand und mit einem in der Scheide befindlichen Schwert in der rechten Hand.“                                                             |
| Stadtwappen von Bleicherode | Wappenbegründung: Die Hirschstangen bezeugen den königlichen Wildbann im Südharz im Besitz des Grafengeschlechts der Hohnsteiner. Der 12-teilige Schachschild ist das Familienwappen der Grafen von Hohnstein seit 1182. Das Wappen entspricht nicht den Normen der modernen Heraldik. Das Wappen wird seit 1303 verwendet. |

## Wirtschaft und Infrastruktur
Mit Erschöpfung der Hartsalzvorkommen und unter dem Druck der großen internationalen Konkurrenz wurde der Kaliabbau im untertägigen Bergbau eingestellt. Die Firma DEUSA International GmbH fördert jetzt Sole unter Tage und stellt daraus verschiedene Produkte aus Kaliumchlorid, Natriumchlorid und Magnesiumchlorid her. Neben der Firma Deusa haben sich jetzt mehrere mittelständische Firmen niedergelassen. Die große Rückstandshalde zeigt aber weiterhin, dass hier über Jahrzehnte Kalibergbau betrieben worden war.

### Verkehrsanbindung

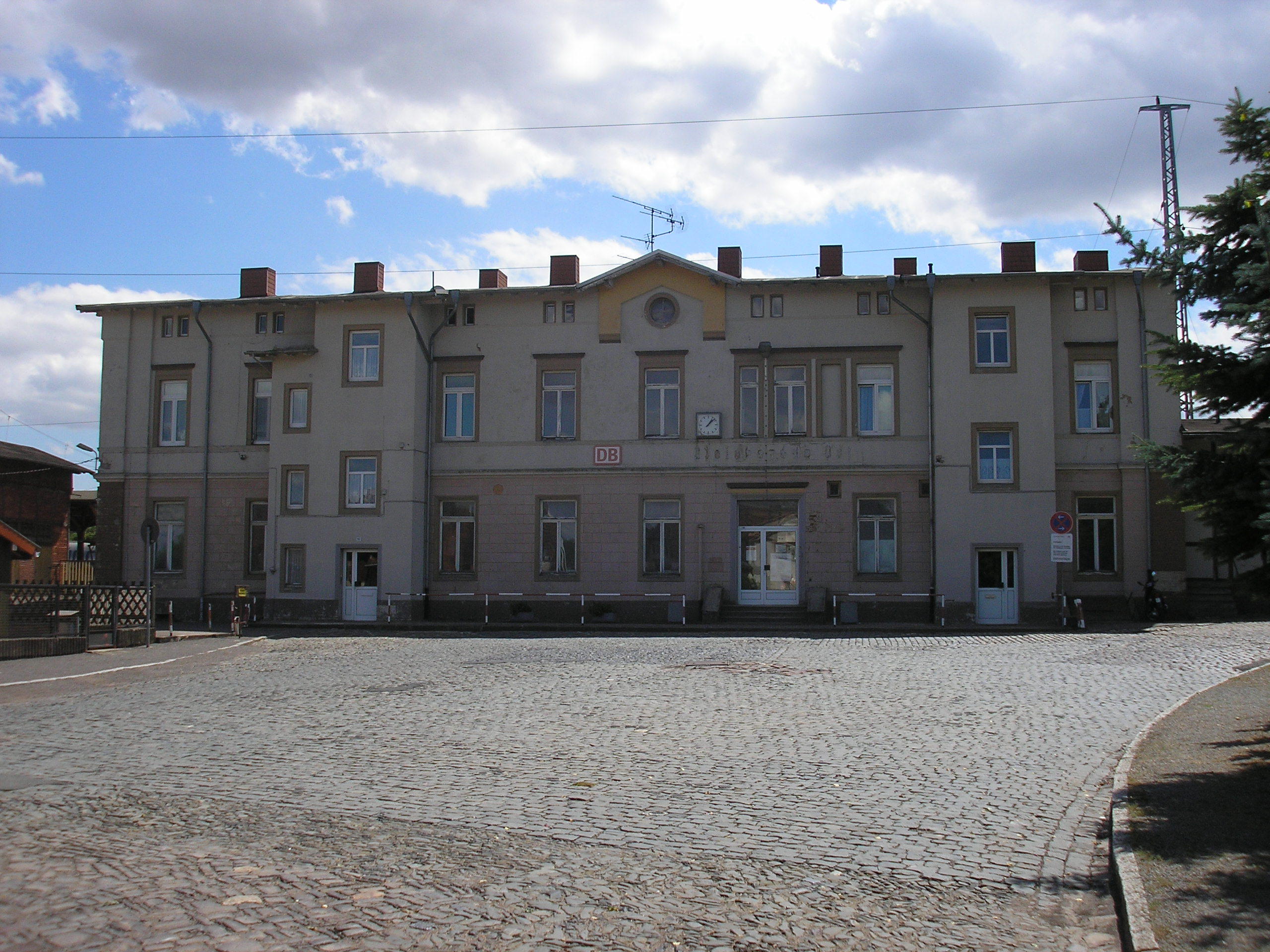
Bahnhof Bleicherode Ost

Der Bahnhof Bleicherode Ost liegt an der Bahnstrecke Halle–Hann. Münden. Hier halten sowohl die Regionalexpresse wie auch die Regionalbahnen. Diese Leistungen werden seit dem 13. Dezember 2015 durch die Abellio Rail Mitteldeutschland erbracht. Die ehemalige Bahnstrecke Bleicherode–Herzberg über Bleicherode Stadt nach Großbodungen wird seit 2001 nicht mehr bedient. Im Jahr 2019 wurde die Bahnstrecke abgebaut, Schwellen und Schienen entsorgt. Bleicherode liegt ca. 3 km von der ehemaligen Bundesstraße 80 (Halle–Kassel) und ca. 1 km von der Bundesautobahn 38 (Südharzautobahn) entfernt. Die Stadt hat einen eigenen Autobahnzubringer.

### Gesundheitswesen
Die Helios Klinik Bleicherode ist ein Fachkrankenhaus für Orthopädie mit vier Zentren: Gelenkzentrum, Wirbelsäulenzentrum, Zentrum Traumatologie und Zentrum für Osteologie, Rheumaorthopädie und Schmerztherapie.

### Bildung
In Bleicherode gibt es einen Sprachheilkindergarten Albert Schweitzer, eine Grundschule (Staatliche Grundschule August Petermann), ein Gymnasium (Staatliches Gymnasium Friedrich Schiller), eine Förderschule (Staatliches Förderzentrum Dr. Albert Schweitzer) und eine Haupt- und Realschule (Staatliche Regelschule „Löwentorschule“).

## Kultur und Sehenswürdigkeiten

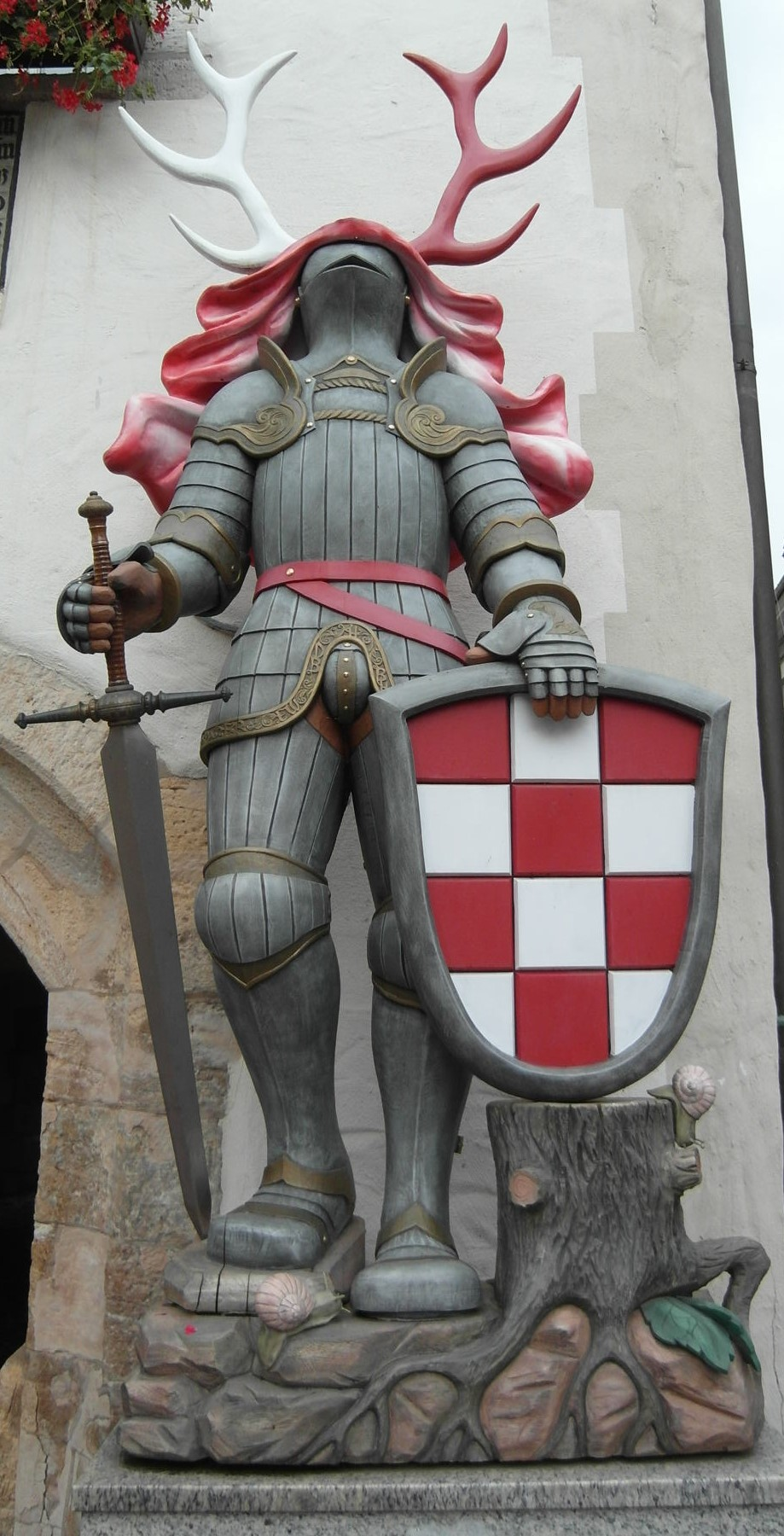
Bleicheröder Ritter am Rathaus, geschaffen von Kai Hartmann (2011)

### Museen
Ein 1969 von der Stadt erworbenes Ackerbürgerhaus der Familie Liesegang in der heutigen Hauptstraße 56 funktionierten Freiwillige aus dem volkseigenen Betrieb Cottana und dem städtischen Krankenhaus zur Heimatstube um. Neben zwei Heimatforschern leitete diese bis 1979 der Geschichtslehrer Hans-Joachim Diedrich von der örtlichen POS. Nach 1979 wurde diese Stube unter einem festangestellten, städtischen Leiter schrittweise zu einem Kreismuseum umgebaut und die Sammlung durch Leihgaben, Spenden, Haushaltsauflösungen und Akquisitionen bis 1994 auf etwa 20000 Einzelobjekte erweitert. Viele dieser Objekte sind durch Lagerverkäufe, Flohmärkte und die Auflösung bzw. „Bereinigung“ des Hauptdepots im Jahr 1995/96 verlorengegangen.
2004 übernahm eine Interessengemeinschaft das Museum und funktionierte die Sammlung stadtgeschichtlich um, wobei einige bislang wenig beachtete Persönlichkeiten der Stadt stärker hervorgehoben und besonders die militärischen Themen zurückgebaut wurden. Unter anderem die land- und viehwirtschaftlichen Teile, die Krankenhausgeschichte, die Betriebs- und Technikgeschichte erhielten einen letzten Ausbau. Von 1994 bis 1998 hatte sich das Museum überwiegend nur noch auf den Kalibergbau spezialisiert.
Durch eine unwirtschaftliche Heizungsanlage und permanente Feuchtigkeit im Gebäude konnten Interessengemeinschaft und Heimat- und Fremdenverkehrsverband im Herbst 2015 das Haus nicht länger unterhalten und mussten es der Stadt rückübertragen. Seitdem ist das Museum geschlossen, die Führungen wurden nach einem Schimmelvorfall im Frühjahr 2016 eingestellt.
Das Heimatmuseum beherbergte eine umfassende Sammlung an Waffenrepliken, Möbeln, Rundfunkgeräten, Münzen, Fossilien, Insektenpräparaten und heimatgeschichtlicher Literatur. Daneben finden sich umfängliche Nachlässe, Diplom- und Facharbeiten ehemaliger Schüler und Studenten, eine detaillierte Dokumentation zur örtlichen Arbeiterbewegung, Reste des Stadtarchivs und eine lokalgeschichtliche Zeitungssammlung im Gebäude. Neben einer Dauerstellung, die seit 1971 besonders die Stadtgeschichte beleuchtete, stand das Museum in Kontakt mit zahlreichen Thüringer Museen und Vereinen und bot regelmäßig Sonderausstellungen zu lokaler und überregionaler Kunst sowie eigene Veranstaltungen, Vorträge und Projekte an.
Das Gebäude war das Geburtshaus bekannter lokaler Persönlichkeiten wie der Lehrerin und Heimatdichterin Anna Billich und des Berliner Orientalisten Adalbert Merx.

### Bauwerke

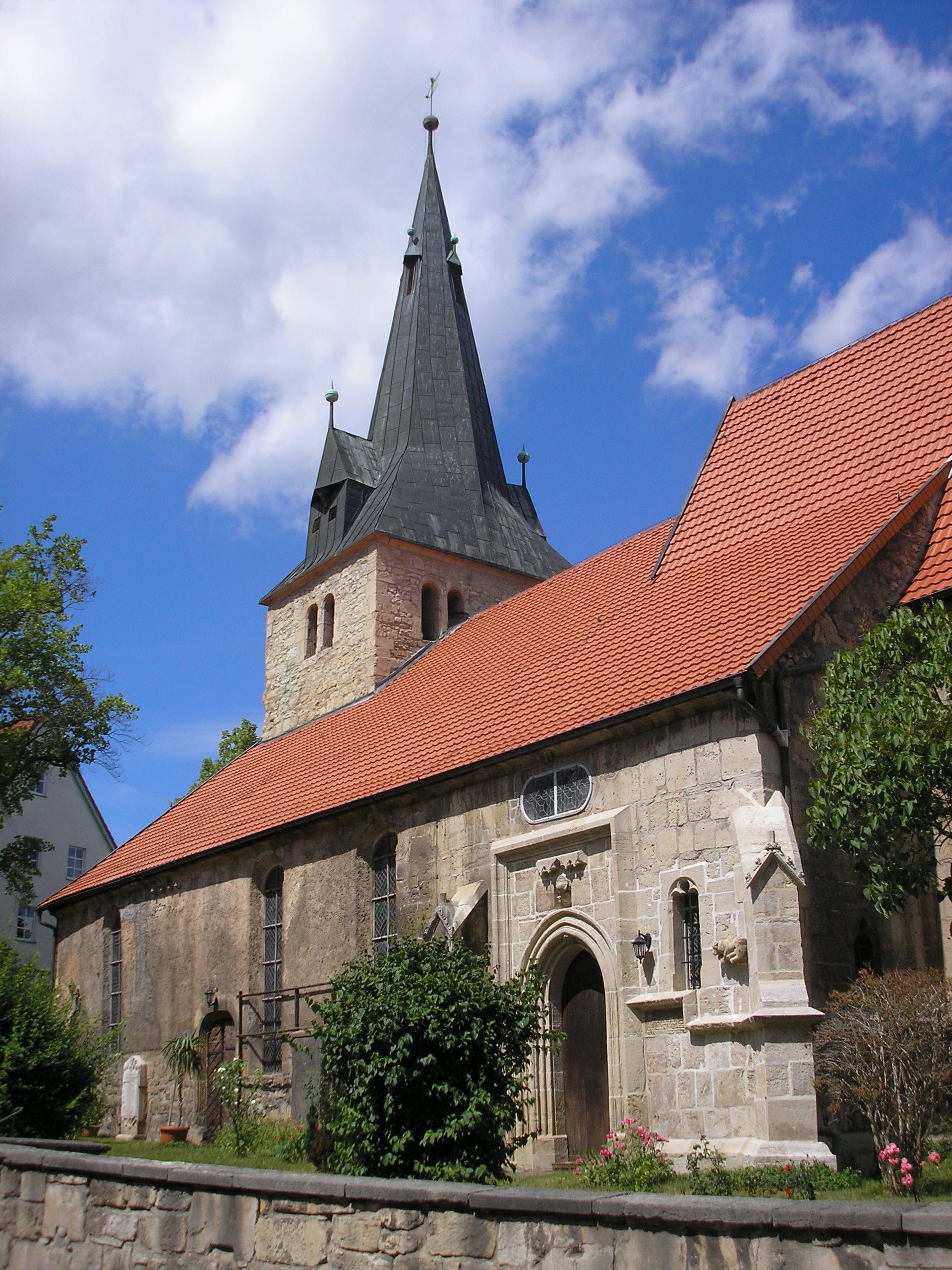
Evangelische Stadtkirche

- Das historische Rathaus wurde 1540/41 erbaut.
- An die hundertjährige Bergbautradition erinnern im Stadtbild einige sanierte Übertageanlagen.
- Das sogenannte Waldhaus Japan besitzt einen Repräsentationsraum mit einer französischen Bildtapete aus dem frühen 19. Jahrhundert.
- Bereits im 15. Jahrhundert entstand die jetzt als evangelische Stadtkirche genutzte St.-Marien-Kirche.
- Die katholische Pfarrkirche St. Matthias wurde 1907 erbaut.
- Die Alte Kanzlei war der Sitz des Stadtschultheißen. Dort befand sich von 1792 bis 1890 die Synagoge.
- Die im Ortsteil Elende gelegene Rosenkirche war im Mittelalter eine bekannte Wallfahrtsstätte. Als Ziel galt zunächst ein Bildstock, dann eine kleine Kapelle, die mit einem als Rosenwunder überlieferten Ereignis berühmt wurde. Reliquienverehrung und Ablassbriefe verhalfen der Kirchgemeinde zu einem gewissen Wohlstand. Bereits 1419 wurde der Ausbau zur Rosenkirche vollzogen, dort befand sich ein wundertätiges Marienbild.[21]
- Der Jüdische Friedhof am Vogelberg im Süden der Stadt wurde um das Jahr 1660 angelegt.

### Gedenksteine
- Gedenkstein aus dem Jahr 1946 zur Erinnerung an die Blutopfer des Faschismus 1933–1945 in der Grünanlage Braustraße/Ecke Talstraße, seit 1993 umgewidmet den Opfern der Kriege und Gewaltherrschaften.
- Gedenkstein aus dem Jahr 1986 (erneuert im Jahr 2006) in der Obergebraer Straße zur Erinnerung an die beim Novemberpogrom 1938 zerstörte Synagoge.
- Gedenktafel aus dem Jahr 1988 an der Marienkirche in der Maxim-Gorki-Straße, auf der die evangelische Kirchgemeinde Selbstkritik zum Schweigen von Christen angesichts der Ermordung jüdischer Mitbürger bekundet.
- Zwei Stolpersteine zum Gedenken an die Opfer des Nationalsozialismus.

## Söhne und Töchter der Stadt

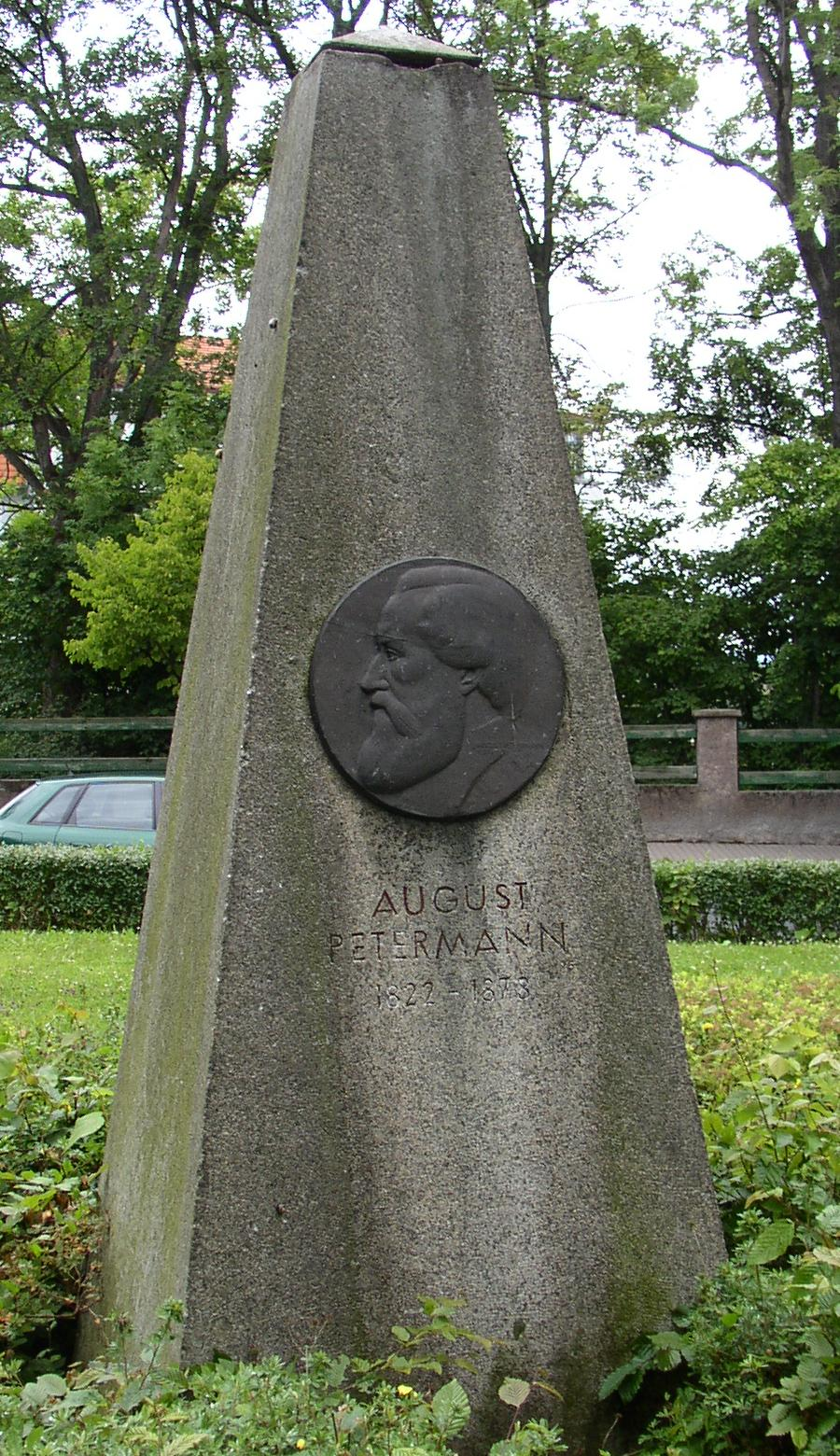
Petermann-Denkmal in der Barbarastraße
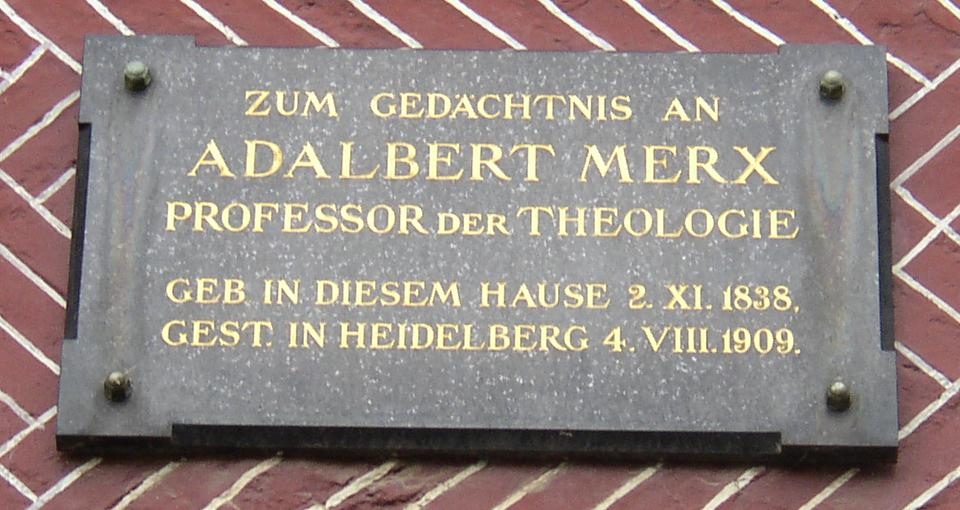
Merx-Gedenktafel

- Aus Bleicherode stammte die Bankiersfamilie Bleichröder, deren Berliner Bankhaus im 19. Jahrhundert zu den wichtigsten in Preußen gehörte.
- Philipp Heidenheim (1814–1906), Rabbiner und Gymnasialprofessor
- August Petermann (1822–1878), Geograf und Kartograf, Professor
- Hermann Petermann (1827–nach 1872), Philologe und Gymnasialdirektor
- Marie Boßler (1835–1919), deutsch-österreichische Schauspielerin
- Adalbert Merx (1838–1909), Theologe und Orientalist
- Gustav Eisentraut (1844–1926), Generalmajor und Geschichtsforscher, langjähriger Vorsitzender des Vereins für hessische Geschichte und Landeskunde
- Otto Merx (1862–1916), Historiker und Archivar
- Heinrich Stengel (1884–1970), Lehrer und Numismatiker
- Hans Beyth (1901–1947), Bankier, Zionist, stellvertretender Leiter, und ab 1945 Leiter der Kinder- und Jugend-Alijah in Palästina, bei Castel bei der Verteidigung eines Kindertransports gefallen
- Friedrich Weißenborn (1907–1991), Orgelbauer
- Klaus Meyer (1910–1973), Landrat
- Hans-Jürgen Brosin (1936–2024), Meteorologe, Meeresforscher, Meereskundler und Ozeanograph
- Nikolaus Heiss (* 1943), Architekt, Denkmalschützer und Sachbuchautor
- Inge Wilczok-Stahl (* 1944), Konzertgitarristin, Professorin an der Hochschule für Musik „Hanns Eisler“ Berlin
- Jürgen Kramer (* 1946), Anglist
- Jochen Berg (1948–2009), Schriftsteller
- Hans-Günther Bücking (1951–2025), Kameramann und Regisseur
- Klaus-Peter Braun (1958–1981), DDR-Grenzsoldat, im Dienst getötet
- Gabriela Lehmann-Carli (* 1961), Slawistin